# Hoa phúc hoa
Hoa phúc hoa (danh pháp khoc học: Sinadoxa corydalifolia) là loài thực vật duy nhất trong chi Hoa phúc hoa Sinadoxa, thuộc họ Adoxaceae. Đây là loài đặc hữu của vùng núi Hoành Đoạn của Trung Quốc.